# 寒川北インターチェンジ
寒川北インターチェンジ（さむかわきたインターチェンジ）は、神奈川県高座郡寒川町にある首都圏中央連絡自動車道（圏央道）のインターチェンジ (IC) である。

## 解説
高座郡寒川町の北部に位置する。2013年（平成25年）に当ICと茅ヶ崎JCT間が、2015年（平成27年）に海老名JCT間が開通した。
海老名南JCTから海老名ICの間は、正式には第一東海自動車道の支線扱いとなっており、海老名南JCTは新東名高速道路と接続しているため、当IC付近に「ここから高速自動車国道」などの標識が設置されている。
北隣の倉見地区では、神奈川県により、東海道新幹線の新駅の設置に伴う「ツインシティ整備計画」があり、神奈川県の全国交流連携窓口となる「南のゲート」として位置づけられている。また、同地区では相鉄いずみ野線の延伸が計画されており、2016年（平成28年）に国土交通省の「東京圏における今後の鉄道のありかたについて」の答申において、2030年までに整備すべき路線の一つに位置づけられている。これにより倉見地区周辺は、東海道新幹線、高速道路（新東名、圏央道）、在来線（JR東日本、相鉄）の3形態の主要交通網が集中する神奈川県中央部の一大交通拠点として成長することが期待されている。
また、藤沢市の神奈川県道45号丸子中山茅ヶ崎線「宮原南」交差点まで整備が完了している「（仮称）湘南台寒川線（神奈川県道410号湘南台大神伊勢原線）」を当ICまで4車線で延伸することが計画されている。これにより、寒川町および藤沢市、横浜市とのアクセスが大幅に向上するほか、藤沢市、横浜市西部から圏央道、新東名およびツインシティ地区へのアクセスが向上する。

## 歴史
- 2012年（平成24年）
  - 5月15日 - 当ICの名称が「寒川北IC」で正式決定[4]。
- 2013年（平成25年）
  - 4月13日 - 「開通記念ウォーキング」を開催。
  - 4月14日 - 茅ヶ崎JCT - 当IC間開通に伴い、供用開始[5]。
- 2015年（平成27年）
  - 2月22日 - 「寒川・海老名市民ウォーキング」を開催。
  - 3月8日 - 当IC - 海老名JCT間開通[6]。
- 2024年（令和6年）3月22日：料金所がETC専用化となる[7]。

## 周辺
- 寒川神社（相模国一之宮）
- 神奈川県水道記念館
- 寒川総合体育館
- けやきの森病院（旧皆川記念病院）
- 寒川病院
- 河西工業本社・寒川工場
- キリンビバレッジ湘南工場[8]
- JX金属倉見工場
- レンゴー湘南工場
- 宮山駅
- 倉見駅
- 富士フイルムビジネスイノベーション（富士ゼロックス）海老名事業所[9]

## 接続する道路
- 直接接続
  - C4首都圏中央連絡自動車道(27番)
  - 神奈川県道46号相模原茅ヶ崎線
  - 神奈川県道410号湘南台大神伊勢原線（事業中）

## 隣
C4 首都圏中央連絡自動車道（さがみ縦貫道路）
(26) 寒川南IC（東名高速方面出入口） - (27) 寒川北IC - (1) 海老名南JCT - (4-2) 海老名JCT - (31) 海老名IC